# بيبيون طويل الأرجل
بيبيون طويل الأرجل (الاسم العلمي Bibio longipes)، حشرة من الذباب تتبع جنس البيبيون وتنتمي إلى فصيلة النبيذيات. موطنها المنطقة القطبية الشمالية القديمة والمنطقة القطبية الشمالية الجديدة.